# Derectaotus annulicercis
Derectaotus annulicercis är en insektsart som beskrevs av Lucien Chopard 1961. Derectaotus annulicercis ingår i släktet Derectaotus och familjen Mogoplistidae. Inga underarter finns listade i Catalogue of Life.